# Callicebus medemi
El tití de manos negras, cotoncillo negro o huicoco colombiano (Callicebus medemi) es un primate platirrino, de la familia Pitheciidae endémico de Colombia.

## Características
El pelaje es suave y esponjoso, casi totalmente de color negro, incluso en las manos, a diferencia otras de especies estrechamente relacionadas. A lo largo de la garganta se extiende hasta los oídos, una banda blanca o amarillenta. La cabeza es pequeña y redonda.

## Distribución y hábitat
Habita en el bosque tropical húmedo al sur de  Colombia en los departamentos Departamentos de Caquetá y Putumayo.

## Comportamiento
Su estilo de vida no ha sido muy estudiado. Viven en grupos familiares en que permanecen juntos desde una pareja monógama - generalmente de por vida - junto con su descendencia común. Son territorial, y lo expresan emitiendo sonidos conjuntamente cuando las parejas de otros grupos entran en su propio territorio. Su dieta consiste principalmente de frutas. En menor grado también comen otras partes de las plantas e insectos. Es muy sensible a los cambios en su ambiente y es considerado raro, por ello, las especie se clasifica como vulnerable.